# Landeswahlkreis Wien
Der Landeswahlkreis Wien ist ein Landeswahlkreis in Österreich, der bei Wahlen zum Nationalrat für die Vergabe der Mandate im zweiten Ermittlungsverfahren gebildet wird. Der Wahlkreis umfasst das Bundesland Wien.
Bei der Nationalratswahl 2019 waren im Landeswahlkreis Wien 1.149.664 Personen wahlberechtigt, wobei bei der Wahl die Sozialdemokratische Partei Österreichs (SPÖ) mit 27,1 % als stärkste Partei hervorging. Von den 33 zu vergebenden Mandaten entfielen je acht auf die SPÖ und die Österreichische Volkspartei (ÖVP), sechs auf Die Grünen – Die Grüne Alternative (GRÜNE), vier auf die Freiheitliche Partei Österreichs (FPÖ) und drei auf die NEOS – Das Neue Österreich und Liberales Forum. Davon waren über Grundmandate in den Regionalwahlkreisen bereits fünf an die SPÖ, vier an die ÖVP, und je zwei an die Grünen und die FPÖ vergeben worden.

## Geschichte des Wahlkreises
Nach dem Ende des Staates Österreich-Ungarn wurde für das Gebiet von Wien mit der Wahlordnung 1918 für die Wahl der konstituierenden Nationalversammlung insgesamt sieben Wahlkreise geschaffen, wobei Wien zu diesem Zeitpunkt noch Teil des Bundeslandes Niederösterreich war. Die sieben Wiener Wahlkreise umfassten zwischen drei und vier Bezirke mit insgesamt zwischen rund 190.000 bis 377.000 Einwohnern. In den sieben Wahlkreisen Wien Innen-Ost, Wien Innen-West, Wien Nordwest, Wien Nordost, Wien Südost, Wien Südwest und Wien West wurden dabei 48 Mandate vergeben, zwischen fünf und neun Mandate je Wahlkreis. 1921 wurde Wien schließlich ein eigenes Bundesland, jedoch hatte dies auf die Wahlkreiseinteilung keinen direkten Einfluss. Nachdem die Wahlordnung von 1923 von der austrofaschistischen Regierung 1934 außer Kraft gesetzt worden war, wurde die ursprüngliche Einteilung der Wahlkreise nach dem Zweiten Weltkrieg mit dem Verfassungsgesetz vom 19. Oktober 1945 weitgehend wieder eingeführt. Zu kleineren Gebietsverschiebungen kam es, nachdem das 1938 geschaffene Groß-Wien wieder aufgelöst worden war, Teil der Wiener Umlandgemeinden jedoch dem Bundesland Wien zugeschlagen wurden. Durch die Nationalrats-Wahlordnungsnovelle 1958 kam in der Folge der Bezirk Liesing endgültig zum Wahlkreis Wien Südwest. 1971 wurde mit der Nationalrats-Wahlordnung 1971 schließlich eine tiefgreifende Wahlkreisreform durchgeführt, mit der die Anzahl der Wahlkreise in Österreich auf nur noch neun reduziert wurde. Für das Bundesland Wien bestand in der Folge nur noch ein Wahlkreis, der Wahlkreis Wien (Wahlkreis 3). Mit Inkrafttreten der Nationalrats-Wahlordnung 1992 wurde das österreichische Bundesgebiet schließlich in 43 Regionalwahlkreise unterteilt und somit ein drittes Ermittlungsverfahren eingeführt, wobei der Landeswahlkreis Wien (Wahlkreis 9) für das erste Ermittlungsverfahren in die sieben Regionalwahlkreise Wien Innen-Ost (9A), Wien Innen-Süd (9B), Wien Innen-West (9C), Wien Nord (9D), Wien Nord-West (9E), Wien Süd (9F) und Wien Süd-West (9G) unterteilt wurde. Der Landeswahlkreis Wien erhielt in der Folge 1993 34 Mandate zugewiesen, wobei die Neuberechnung der Mandatsverteilung zwischen den Bundesländern im Jahr 2002 (nach den Ergebnissen der Volkszählung 2001) den Verlust eines Mandates bedeutete. Bei der neuerlichen Überprüfung der Mandatsverteilung 2013 blieb die Mandatszahl im Landeswahlkreis Wien unverändert.
Seit der Schaffung des Landeswahlkreises Wien erreichte die SPÖ immer die Stimmenmehrheit, bis inklusive der Nationalratswahl 1990 konnte die SPÖ sogar die absolute Stimmen- und Mandatsmehrheit erzielen. Ihr bestes Ergebnis verzeichnete die SPÖ 1979 mit 60,6 %, das schlechteste bei der letzten Wahl 2019 mit nur noch 27,1 %. Auch die ÖVP kam 1979 mit 34,0 % auf ihr bestes Ergebnis, wobei sie von 1971 bis 1990 den zweiten Platz belegte. Bei den folgenden Wahlen wechselte der zweite Platz immer wieder zwischen FPÖ und ÖVP. Die Grünen erzielten ab 2013 mehrmals die drittmeisten Stimmen und verdrängten die FPÖ bzw. bei der Wahl 2013 die ÖVP auf den vierten Platz.

## Wahlergebnisse
| Nationalratswahlen im Landeswahlkreis Wien | Nationalratswahlen im Landeswahlkreis Wien | Nationalratswahlen im Landeswahlkreis Wien | Nationalratswahlen im Landeswahlkreis Wien | Nationalratswahlen im Landeswahlkreis Wien | Nationalratswahlen im Landeswahlkreis Wien | Nationalratswahlen im Landeswahlkreis Wien | Nationalratswahlen im Landeswahlkreis Wien | Nationalratswahlen im Landeswahlkreis Wien | Nationalratswahlen im Landeswahlkreis Wien | Nationalratswahlen im Landeswahlkreis Wien | Nationalratswahlen im Landeswahlkreis Wien |
| Wahltermin                                 | GM                                         |                                            | SPÖ                                        | ÖVP                                        | FPÖ                                        | GRÜNE                                      | BZÖ                                        | LIF/NEOS                                   | FRANK                                      | PILZ/JETZT                                 | Sonstige                                   |
| ------------------------------------------ | ------------------------------------------ | ------------------------------------------ | ------------------------------------------ | ------------------------------------------ | ------------------------------------------ | ------------------------------------------ | ------------------------------------------ | ------------------------------------------ | ------------------------------------------ | ------------------------------------------ | ------------------------------------------ |
| 10. Oktober 1971                           |                                            | Stimmenanteile (%)                         | 59,5                                       | 33,9                                       | 4,3                                        | -                                          | -                                          | -                                          | -                                          | -                                          | 2,3                                        |
| 10. Oktober 1971                           | 42                                         | Grundmandate                               | 24                                         | 14                                         | 1                                          | -                                          | -                                          | -                                          | -                                          | -                                          | 0                                          |
| 5. Oktober 1975                            |                                            | Stimmenanteile (%)                         | 59,8                                       | 34,0                                       | 4,1                                        | -                                          | -                                          | -                                          | -                                          | -                                          | 2,1                                        |
| 5. Oktober 1975                            | 39                                         | Grundmandate                               | 23                                         | 13                                         | 1                                          | -                                          | -                                          | -                                          | -                                          | -                                          | 0                                          |
| 6. Mai 1979                                |                                            | Stimmenanteile (%)                         | 60,6                                       | 33,2                                       | 4,7                                        | -                                          | -                                          | -                                          | -                                          | -                                          | 1,5                                        |
| 6. Mai 1979                                | 39                                         | Grundmandate                               | 23                                         | 12                                         | 1                                          | -                                          | -                                          | -                                          | -                                          | -                                          | 0                                          |
| 24. April 1983                             |                                            | Stimmenanteile (%)                         | 56,6                                       | 33,6                                       | 4,4                                        | -                                          | -                                          | -                                          | -                                          | -                                          | 5,4                                        |
| 24. April 1983                             | 36                                         | Grundmandate                               | 20                                         | 12                                         | 1                                          | -                                          | -                                          | -                                          | -                                          | -                                          | 0                                          |
| 23. November 1986                          |                                            | Stimmenanteile (%)                         | 52,4                                       | 33,2                                       | 5,8                                        | 6,1                                        | -                                          | -                                          | -                                          | -                                          | 2,5                                        |
| 23. November 1986                          | 36                                         | Grundmandate                               | 18                                         | 11                                         | 2                                          | 2                                          | -                                          | -                                          | -                                          | -                                          | 0                                          |
| 7. Oktober 1990                            |                                            | Stimmenanteile (%)                         | 50,7                                       | 21,1                                       | 15,7                                       | 7,6                                        | -                                          | -                                          | -                                          | -                                          | 4,9                                        |
| 7. Oktober 1990                            | 36                                         | Grundmandate                               | 18                                         | 11                                         | 2                                          | 2                                          | -                                          | -                                          | -                                          | -                                          | 0                                          |
| 9. Oktober 1994                            |                                            | Stimmenanteile (%)                         | 38,5                                       | 17,1                                       | 22,7                                       | 9,8                                        | -                                          | 10,1                                       | -                                          | -                                          | 1,7                                        |
| 9. Oktober 1994                            | 34                                         | Grundmandate                               | 13                                         | 5                                          | 7                                          | 3                                          | -                                          | 3                                          | -                                          | -                                          | 0                                          |
| 17. Dezember 1995                          |                                            | Stimmenanteile (%)                         | 44,0                                       | 19,6                                       | 20,1                                       | 6,0                                        | -                                          | 8,6                                        | -                                          | -                                          | 1,7                                        |
| 17. Dezember 1995                          | 34                                         | Grundmandate                               | 14                                         | 6                                          | 6                                          | 2                                          | -                                          | 2                                          | -                                          | -                                          | 0                                          |
| 3. Oktober 1999                            |                                            | Stimmenanteile (%)                         | 37,9                                       | 17,0                                       | 24,8                                       | 10,3                                       | -                                          | 7,0                                        | -                                          | -                                          | 3,0                                        |
| 3. Oktober 1999                            | 34                                         | Grundmandate                               | 12                                         | 5                                          | 8                                          | 3                                          | -                                          | 0                                          | -                                          | -                                          | 0                                          |
| 24. November 2002                          |                                            | Stimmenanteile (%)                         | 43,8                                       | 30,7                                       | 8,0                                        | 15,1                                       | -                                          | 1,2                                        | -                                          | -                                          | 1,2                                        |
| 24. November 2002                          | 33                                         | Grundmandate                               | 14                                         | 10                                         | 2                                          | 4                                          | -                                          | 0                                          | -                                          | -                                          | 0                                          |
| 1. Oktober 2006                            |                                            | Stimmenanteile (%)                         | 41,0                                       | 21,8                                       | 13,9                                       | 17,4                                       | 1,8                                        | -                                          | -                                          | -                                          | 4,1                                        |
| 1. Oktober 2006                            | 33                                         | Grundmandate                               | 13                                         | 7                                          | 4                                          | 5                                          | 0                                          | -                                          | -                                          | -                                          | 0                                          |
| 28. September 2008                         |                                            | Stimmenanteile (%)                         | 34,8                                       | 16,7                                       | 20,4                                       | 16,0                                       | 4,7                                        | 4,2                                        | -                                          | -                                          | 3,2                                        |
| 28. September 2008                         | 33                                         | Grundmandate                               | 11                                         | 5                                          | 6                                          | 5                                          | 1                                          | 0                                          | -                                          | -                                          | 0                                          |
| 29. September 2013                         |                                            | Stimmenanteile (%)                         | 31,6                                       | 14,5                                       | 20,6                                       | 16,4                                       | 2,4                                        | 7,6                                        | 3,9                                        | -                                          | 3,0                                        |
| 29. September 2013                         | 33                                         | Grundmandate                               | 10                                         | 4                                          | 6                                          | 5                                          | 0                                          | 2                                          | 1                                          | -                                          | 0                                          |
| 15. Oktober 2017                           |                                            | Stimmenanteile (%)                         | 34,5                                       | 21,6                                       | 21,3                                       | 5,9                                        | -                                          | 6,5                                        | -                                          | 7,5                                        | 2,8                                        |
| 15. Oktober 2017                           | 33                                         | Grundmandate                               | 11                                         | 7                                          | 7                                          | 0                                          | -                                          | 2                                          | -                                          | 2                                          | 0                                          |
| 29. September 2019                         |                                            | Stimmenanteile (%)                         | 27,1                                       | 24,6                                       | 12,8                                       | 20,7                                       | -                                          | 9,9                                        | -                                          | 3,0                                        | 1,9                                        |
| 29. September 2019                         | 33                                         | Grundmandate                               | 8                                          | 8                                          | 4                                          | 6                                          | -                                          | 3                                          | -                                          | 0                                          | 0                                          |
| 29. September 2024                         |                                            | Stimmenanteile (%)                         | 29,9                                       | 17,4                                       | 20,7                                       | 12,3                                       | -                                          | 11,4                                       | -                                          | -                                          | 8,2                                        |
| 29. September 2024                         | 33                                         | Grundmandate                               | 9                                          | 5                                          | 6                                          | 4                                          | -                                          | 3                                          | -                                          | -                                          | 0                                          |